# Dr. Uriel
Dr. Uriel és el nom d'una trilogia de còmics realitzada per Sento Llobell entre 2012 i 2016. L'edició que recopilava els tres àlbums anteriors va ser publicada per Astiberri el 2017. L'obra completa consta de 432 pàgines i va realitzar-se durant quatre anys.
La trama narra la història del sogre de l'autor, Pablo Uriel. El text està basat en un manuscrit titulat No se fusila en domingo, que conta les peripècies d'Uriel durant la Guerra Civil Espanyola. Va ser autoeditat el 1988 i reeditat el 2005.
El primer volum del còmic, Un médico novato, va guanyar el Premi FNAC-Sins Entido de 2013, sent publicat per aquesta editorial. Quan Sins Entido desapareix, absorbida per Salamandra, Sento decideix autoeditar els volums restants per qüestions de temps.
La història tracta de l'experiència de Pablo Uriel durant la Guerra Civil Espanyola. Uriel era un metge de Saragossa recentment llicenciat, que per les seues simpaties republicanes es veu obligat a allistar-se, com a metge, al bàndol nacional. Allà es destinat a Belchite just abans de l'Ofensiva de Belchite, quedant encerclat i sent presoner dels republicans. Al tercer volum, vencedor y vencido, es conta la seua etapa a la presó del Monestir del Puig i el final de la Guerra Civil.